# Enterbrain
Enterbrain (エンターブレイン Entāburein?), anteriormente conocida como Enterbrain, Inc. (株式会社エンターブレイン Kabushiki Gaisha Entāburein?), es una editorial y división japonesa de Kadokawa Future Publishing, fundada el 30 de enero de 1987 como ASCII Film Co., Ltd. (アスキー映画株式会社 Asukī Eiga Kabushiki-gaisha?). Las revistas publicadas por Enterbrain generalmente se centran en videojuegos y entretenimiento informático, así como guías de videojuegos y estrategia. Además, la compañía publica una pequeña selección de libros de arte de anime. Enterbrain tiene su sede en Tokio, Japón, con un capital pagado de 410 millones de yenes. El actual presidente de Enterbrain es Hirokazu Hamamura.

## Publicaciones de Enterbrain
- Arcadia: Revista mensual basada en los juegos de Arcade. Arcadia también contiene pistas y avisos para de los juegos más nuevos y una plantilla con las mejores puntuaciones en jugos de Arcade. Arcadia fue formada por el personal de la revista GAMEST(ゲーメスト).
- B's LOG: Revista centrada en las gamers femeninas.
- Comic Beam: conocida como ASCII Comic, es una revista que contiene manga.
- Famitsu Connect!On: Revista centrada en los videojuegos en línea.
- Famitsu PS2: Revista bimensual centrada en la PlayStation 2 de Sony.
- Famitsu Xbox: Revista mensual centrada en la Xbox de Microsoft.
- Famitsu DS + Cube & Advance: Revista mensual centrada en el Nintendo DS, el Nintendo GameCube y el Game Boy Advance.
- Kage no Jitsuryokusha ni Naritakute!: serie de novelas ligeras escritas por Daisuke Aizawa e ilustradas por Tōzai
- LOGiN: Revista mensual centrada en juegos de computadora.
- Logout Tabletalk RPG Series: Revista centrada en los juegos de rol.
- TECH Win DVD: Revista centrada en los usuarios de PC. La revista viene con CD-ROMs conteniendo información y extras.
- Tech Gian: Revista virtual (en CD-ROM) centrada en los juegos para adultos.
- MAGI-CU: Revista virtual centrada en los personajes femeninos de los videojuegos.
- fellows!: Periódico centrado en el manga.
- Sarabure: Revista sobre carreras de caballos.
- Weekly Famitsu: Revista semanal centrada en los análisis de videojuegos, además de dar noticias sobre la industria de los videojuegos.

## Software de Enterbrain
- RPG Maker: Software para la creación de juegos Roleplay.
- Fighter Maker: Software para la creación de juegos de pelea.
- Sim RPG Maker: Software para la creación de juegos RPG tácticos.
- Shooter Maker (シューティングツクール): Software para la creación de juegos Matamarcianos.
- Indie Game Maker: Software para la creación de juegos de plataformas, aventura, y Matamarcianos. También puede crear juegos para Xbox 360.

## TOP de juegos RPG
- Alshard
- Alshard GAIA
- Blade of Arcana
- Inou Tsukai
- Night Wizard!
- Star Legend
- Tenra War
- Terra the Gunslinger
- Tokyo NOVA